# سد مورلوس
سد مورلوس (به اسپانیایی: Morelos Dam) یک سد در مکزیک است که در شهرستان یوما، آریزونا واقع شده‌است.